# Encyclia archilae
Encyclia archilae är en orkidéart som beskrevs av Wesley Ervin Higgins. Encyclia archilae ingår i släktet Encyclia och familjen orkidéer. Inga underarter finns listade i Catalogue of Life.